# Euglena
Euglena é um gênero de algas unicelulares flageladas que podem ocorrer tanto como células livres ou em forma de colônia. É o gênero mais amplamente estudado da grande linhagem Euglenozoa (Gr. eu, bom, verdadeiro ou primitivo + Gr. glene, olho + Gr. phyton, planta), um grupo diverso que compreende 44 gêneros e aproximadamente 899 espécies (650 a 1.050 espécies, dependendo dos autores consultados). Diferentes espécies de Euglenas são comumente encontradas tanto em ambientes dulcícolas quanto halinos.
Muitas espécies de Euglena possuem plastídeos pigmentados com clorofila a, clorofila b e carotenoides, como astaxantina, anteraxantina, β-caroteno e neoxantina, que as  são capazes também, em sua maioria, de se alimentar de caracteriza um quadro de mixotrofia.

## Forma e função
Quando está se alimentando de maneira heterotrófica, a Euglena engloba partículas de alimento do meio por fagocitose. Quando existem meios suficientes, como boa disposição de luz do sol, seus plastídeos (organelas capazes de realizar a fotossíntese) são utilizados para produzir açúcares através da fotossíntese. Os plastos de Euglena são envelopados por três membranas lipídicas, que nunca se associam ao núcleo através do retículo endoplasmático. A existência de três membranas que rodeiam os plastos é uma evidência morfológica de que estes são possivelmente derivados de algas verdes unicelulares, através de um processo de endossimbiose secundária. O ADN do plasto ocorre como uma mistura de grânulos pequenos, espalhados por toda a organela.

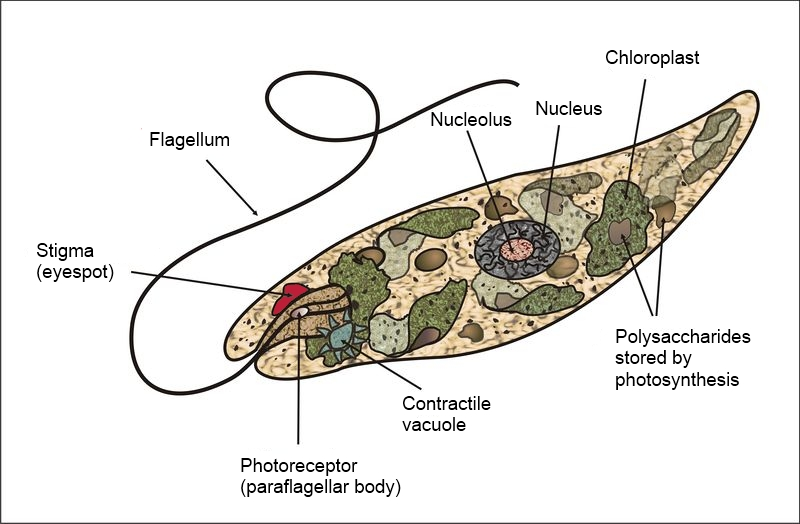
Diagrama de Euglena sp.

Pirenoides são reconhecidos nos plastos de Euglena, e são usados na síntese de paramilo, o produto de reserva energética desses organismos, tal como em algas verdes. Essa reserva nutricional pode ajudar a célula a sobreviver à períodos maiores de privação de alimento ou luz solar.  A existência de pirenóides é um caractere distintivo do gênero frente a outros euglenídeos, como os do gênero Phacus.
Todos os euglenoides possuem dois flagelos localizados na porção anterior da célula, inseridos num pequeno repositório conhecido como ampulla, ampola ou citofaringe. Um dos flagelos é sempre atrofiado, e pode até mesmo não emergir da ampola, enquanto o outro é de maior comprimento e plenamente funcional, e pode ser visto com o auxílio do microscópio óptico em função de sua grande espessura, proporcionada pela existência do bastão paraxonemal ou bastão paraxial, uma estrutura proteica paracristalina que emerge da ampola juntamente ao maior flagelo, partilhando da sua membrana.
Como os demais euglenoides, Euglena possui um pequeno ponto laranja ou avermelhado próximo à região dos flagelos. Este é chamado estigma. O estigma é constituído por carotenoides e funciona como uma estrutura fotossensível, que participa na orientação da célula em direção a focos de luz ao filtrar certos comprimentos de onda, permitindo que apenas alguns atinjam a intumescência fotorreceptora do flagelo emergente. No caso do gênero Euglena, o estigma é extraplastidial (i.e. fora dos plastídeos)
Euglena não possui parede celular. No lugar desta, uma camada (película) de natureza proteica é encontrada. A película é formada por diversas bandas proteináceas que se organizam sob a membrana plasmática da célula, associadas ao citoesqueleto. Essas placas podem deslizar uma sobre as outras e causar mudanças notáveis no formato da célula, um vento conhecido como metabolia ou movimento euglenoide.

## Reprodução
Euglena se reproduz assexuadamente por fissão binária, uma forma de divisão celular. A reprodução começa com um processo de mitose seguido por um de citocinese. Euglena se divide longitudinalmente, começando pela extremidade anterior da célula, com a duplicação do aparato flagelar, da citofaringe, do estigma e, então, da película. Indícios de reprodução sexuada já foram reportados, implicando em isogamia, mas tais evidências são pouco sustentados e, frente a tal, é tido que Euglena se reproduz exclusivamente de forma assexuada.

## Galeria de vídeos
|  |  |  |  |